# Zatonięcie Japonii
Zatonięcie Japonii (jap. 日本沈没 Nihon chinbotsu) – powieść z gatunku fantastyki naukowej autorstwa Sakyō Komatsu, japońskiego pisarza i scenarzysty, jednego z najbardziej znanych japońskich pisarzy science fiction, obok Kōbō Abe i Shin'ichi Hoshi. Zatonięcie Japonii jest piątą z kolei książką tego autora, opublikowaną w 1973 r. Za powieść autor otrzymał w 1974 Seiun Award. Polski przekład Mikołaja Melanowicza ukazał się w 1989 r. w serii „SF” Wydawnictwa Poznańskiego.

## Fabuła
W powieści pisarz przedstawia "realistyczny" opis wielkiej katastrofy geologicznej – gigantycznego trzęsienia ziemi, w rezultacie którego w ciągu kilku miesięcy zagładzie ulega cały Archipelag Japoński, a mieszkańcy są ewakuowani i rozwiezieni na inne kontynenty. Opis jest tak przekonywający, że wielu czytelników uwierzyło w prawdopodobieństwo tego zjawiska, tym bardziej, że autor fikcyjne wydarzenia podbudował teorią naukową o ruchu kontynentów. Dla czytelnika interesujące są również zawarte w książce wnikliwe obserwacje z życia ówczesnej Japonii.
Sakyō Komatsu przy pisaniu powieści korzystał z prac naukowych wybitnych japońskich uczonych: sejsmologa Chuji Tsuboi oraz geofizyka Hitoshi Takeuchi.
Powieść została dwukrotnie zekranizowana – w 1973 oraz 2006 r.
W 2006 ukazała się kontynuacja powieści – Zatonięcie Japonii 2 (Nihon Chinbotsu Dai ni bu, 日本沈没 第二部), współautorem był Kōshū Tani.